# Växjö Lakers
O Växjö Lakers ( PRONÚNCIA) é um clube sueco de hóquei no gelo, sediado na cidade de Växjö, no sul do país.

 
Os seus jogos em casa são disputados no Vida Arena, com capacidade para 5 750 pessoas.

Foi fundado em  1997, na sequência da bancarrota do anterior clube Växjö IK.

Foi campeão da Suécia por 4 vezes (2015, 2018, 2021, 2023).

Atualmente (2023) disputa a Liga Sueca de Hóquei no Gelo, a primeira divisão do hóquei no gelo da Suécia.                                